# Gustav Adolf Schiffmann
Gustav Adolf Schiffmann (* 31. Juli 1814 in Stettin; † 18. Juli 1883 in Großtabarz) war ein evangelischer Pastor in Stettin sowie als freimaurerischer Forscher und Schriftsteller ein einflussreiches Mitglied in der deutschen Freimaurerei.

## Leben
Gustav Adolf Schiffmann war der Sohn des Stettiner Bäckermeisters Johann Gottfried Schiffmann und seiner Ehefrau Dorothea Elisabeth geborene Matthias (auch Matthies); er war mit Auguste Georgine Elisabeth geborene Schulze verheiratet.
Schiffmann wurde 1843 als Diaconus an die Kirche St. Jacobi in Stettin berufen. 1854 stieg er zum Archidiakon auf, was er bis zu seinem Lebensende blieb. Er war ein Vorkämpfer des kirchlichen Liberalismus und Mitbegründer des Deutschen Protestantenvereins, dessen Zweigverein in der Kirchenprovinz Pommern er 1864 gründete und lange Zeit leitete. Trotz der Förderung durch den preußischen Kronprinzen, den späteren Kaiser Friedrich III., blieben Bewerbungen auf Pfarrstellen in Berlin erfolglos.

## Wirken im Freimaurerorden
Schiffmann war langjähriger Stuhlmeister der Stettiner Freimaurerloge Drei goldene Anker zur Liebe und Treue, einer Tochterloge der auch Freimaurerorden genannten Großen Landesloge der Freimaurer von Deutschland. Innerhalb des Ordens bekleidete er die Ämter des Provinzial-Großmeisters von Pommern und des Ordens-Unter- und -Oberarchitekten.
Der Ordensmeister des Freimaurerordens Kronprinz Friedrich Wilhelm von Preußen betraute ihn mit dem wissenschaftlichen Auftrag aufzuklären, wie es mit den in den Eckleffschen Akten behaupteten, aber von vielen Seiten, auch vom Kronprinzen selbst bezweifelten, weit zurückreichenden Ursprüngen der Schwedischen Lehrart der Großen Landesloge verhalte. Schiffmann gab sich den Nachforschungen mit großem Eifer hin. Die Ergebnisse seiner Studien, nach denen die Eckleffschen Akten sich nicht in jeder Hinsicht hieb- und stichfest erwiesen, führten zu schweren Misshelligkeiten. Der Fortsetzung der Studien wurde seitens der mit dem Vorgehen des Kronprinzen nicht einverstandenen Ordensführer Schwierigkeiten in den Weg gelegt, worauf der Kronprinz 1874 als Ordensmeister zurücktrat.
Um Schiffmann als Nachfolger als Ordensmeister zu verhindern, wurde das Wahlrecht geändert. Eine Fülle von Streitschriften und Veröffentlichungen auch außerhalb des Kreises der Großen Landesloge waren die Folge. Daraufhin wurde Schiffmann 1876 unter dem Vorwand, in drei Broschüren über das Kapitel der Großen Landesloge (teils historischen, teils polemischen Inhalts) das Schweigegebot verletzt zu haben, durch Urteil des Ordensrates ausgeschlossen und seine Loge, die sich hinter ihn stellte, suspendiert. Sie trat daraufhin zur Große Loge von Preußen genannt Royal York zur Freundschaft über.
Im Jahr 1882 wurde die Ausschließung vom Ordensmeister Gustav von Ziegler rückgängig gemacht. In der Zwischenzeit hatte sich die Richtigkeit der vorher bestrittenen Forschungsergebnisse erwiesen.

## Schriften
Als für die Geschichte der Freimaurerei bedeutendsten Schriften Schiffmanns gelten:
- Andreas Michael Ramsay. Eine Studie zur Geschichte der Freimaurerei. Manuscript für Brüder. Zechel, Leipzig 1878.
- Die Freimaurerei in Frankreich in der ersten Hälfte des XVIII.Jahrhunderts. Nach den ältesten französischen Schriften und Documenten bearbeitet. Zechel, Leipzig 1878.
- Die Entstehung der Rittergrade in der Freimaurerei um die Mitte des XVIII. Jahrhunderts. Nach den ältesten freimaurerischen Hand- und Druckschriften bearbeitet. Zechel, Leipzig 1882. (Digitalisat)